# Matéo Degrumelle
Matéo Degrumelle (Ruan, Francia, 22 de agosto de 2003) es un futbolista de Polinesia Francesa nacido en Francia que juega en la posición de defensa con el US Quevilly II del Championnat National 3.

## Carrera

### Club
| Periodo   | Club           |
| --------- | -------------- |
| 2021-2023 | Amiens SC II   |
| 2022–2023 | Amiens SC      |
| 2023–2024 | Le Havre AC II |
| 2024–     | US Quevilly II |

### Selección nacional
Degrumelle decidión representar a Tahití debido a que su madre nació en Raiatea. Iba a tener su primera convocatoria internacional en 2022 cuando era parte del Amiens SC, per el club no lo cedió. Sería convocado nuevamente en noviembre de 2023 para jugar en los Juegos del Pacífico 2023, donde tuvo su debut internacional el 21 de noviembre de 2023 ante Fiyi, y su primer gol internacional lo anotó tres días después en la victoria por 5–0 sobre Islas Marianas del Norte.